# Xyris hymenachne
Xyris hymenachne är en gräsväxtart som beskrevs av Carl Friedrich Philipp von Martius. Xyris hymenachne ingår i släktet Xyris och familjen Xyridaceae. Inga underarter finns listade i Catalogue of Life.